# Chút chít ba lông cứng
Chút chít ba lông cứng hay còn gọi chút chít, dương đề Trung Quốc, thổ đại hoàng (danh pháp khoa học: Rumex trisetifer) là một loài thực vật có hoa trong họ Rau răm. Loài này được Stokes miêu tả khoa học đầu tiên năm 1814.